# Pales basitincta
Pales basitincta är en tvåvingeart som först beskrevs av Walker 1860.  Pales basitincta ingår i släktet Pales och familjen parasitflugor. Inga underarter finns listade i Catalogue of Life.